# James Anderson (1739–1808)
James Anderson, född den 17 januari 1739 i Hermiston i Midlothian i Skottland, död den 15 oktober 1808, var en skotsk nationalekonom, journalist och jordbrukare.
Anderson var den förste som framställde jordränteteorin, bland annat i An inquiry into the nature of the corn laws 1777, en teori som senare formulerades av Malthus och West och som vanligen går under Ricardos namn. Men medan teorin i Ricardos hand blev ett vapen mot jordägarna och spannmålslagarna var Anderson anhängare av lagarna och försökte visa att jordräntan var en nödvändig förutsättning för utveckling av jordbruket.